# Lũ quét Thổ Nhĩ Kỳ 2009
Trận lụt bất ngờ tại Thổ Nhĩ Kỳ năm 2009 là một loạt các trận lũ quét diễn ra ngày 9 tháng 9 năm 2009 bên trong và xung quanh Istanbul, Tekirdağ, và phần còn lại của Vùng Marmara của Thổ Nhĩ Kỳ. Trận lụt dẫn tới cái chết của ít nhất 31 người và chi phí thiệt hại ước tính vượt quá $70 triệu.

## Thảm họa
Nước lũ tràn qua xa lộ và khu thương mại ở Istanbul ngài thứ Tư, 9/9/2009, hằng chục người phải leo lên nóc xe đứng để thoát hiểm. Một số bị chết đuối ngay bên trong xe của mình. Mưa xối xả chưa từng thấy trong 80 năm, khiến nước dâng cao hơn 2 mét ở khu vực Ikitelli của thành phố Istanbul, làm gián đoạn tuyến đường chính dẫn đến phi trường và xa lộ thông qua Hy Lạp và Bungary. Có ít nhất 31 người bị thiệt mạng, 8 mất tích và 20 người khác bị thương. Phó thống đốc Istanbul là Hikmet Cakmak, mô tả toàn cảnh của khu vực Ikitelli như một"thảm họa"và nói bốn trực thăng cùng tám thuyền phao được phái đến nơi để cứu nạn. Nước lũ làm lật xe cộ trông chẳng khác những hộp diêm quẹt, dồn nén chúng lại thành những đống đồ phế liệu. Tài xế bị kẹt trong xe cố gắng leo ra mong được ai đó cứu thoát. Phi cơ trực thăng kéo người bị nạn từ nóc xe, trong khi thuyền phao vật lộn với nước cuốn để di chuyển từ xe này đến xe khác vớt người sống sót. Một số nhân viên cứu nạn dùng dây thừng để kéo người bị kẹt trong dòng cuốn vào nơi an toàn.  Trưởng nha Khí tượng Mehmet Caglar mô tả trận mưa như trút nước ở Istanbul là"có một không hai trong thế kỷ."Bộ trưởng Môi trường và Rừng Thổ Nhĩ Kỳ, Veysel Eroğlu, miêu tả trận mưa như là"tồi tệ nhất trong 500 năm."

## Ảnh hưởng
Ngày 9/9, lính cứu hỏa đã vớt được bảy xác chết tại một bãi đậu xe dành cho xe tải, tại đây xe tải bị lật nhào tứ tung. Bảy xác khác được tìm thấy bên ngoài một xưởng dệt nằm gần bên khu vực Halkali. Tất cả những người chết đuối đều là nữ công nhân, họ bị kẹt trong một chiếc xe chở hàng đưa đón thợ đi làm. Bảy xác người được phủ bằng vải trắng và xếp thành hàng dài. Ðường thoát duy nhất là cửa sau của chiếc xe, nhưng bị kẹt là vì áp suất của nước khiến không thể mở cửa ra được. Ðây là hậu quả của một sự bất cẩn quá mức. Các chuyến bay ở Sân bay Ataturk vẫn không bị gián đoạn, tuy nhiên nhiều hành khách không thể đến, hoặc rời được phi trường sau khi máy bay đáp xuống.